# Quai des Tuileries
Der Quai des Tuileries liegt am Seineufer im 1. Arrondissement von Paris.

## Lage
Die Straße führt als Einbahnstraße vom Cours la Reine beim Place de la Concorde am Seineufer entlang bis zur Avenue du Général Lemoinnier bei der Pont Royal. 

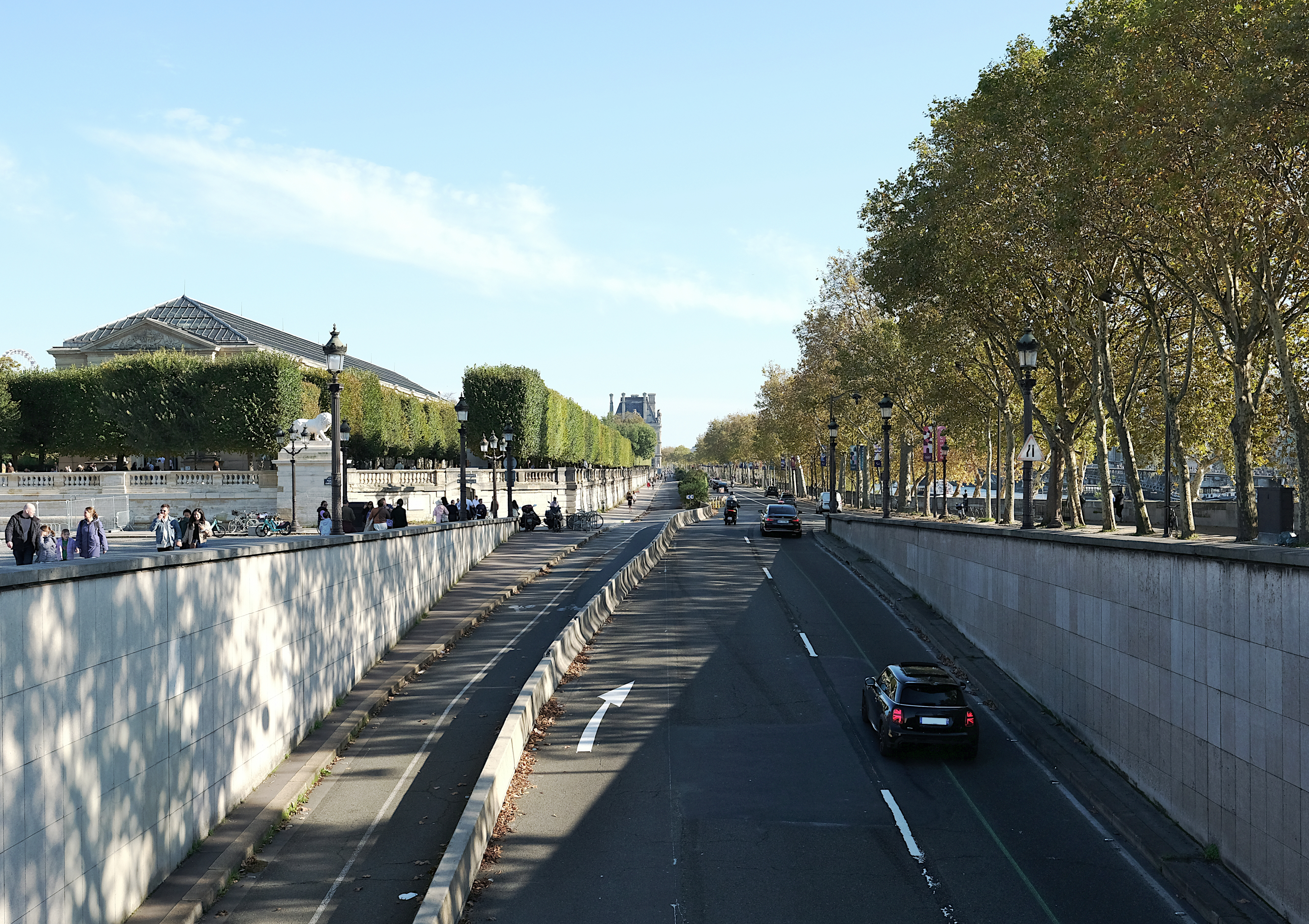
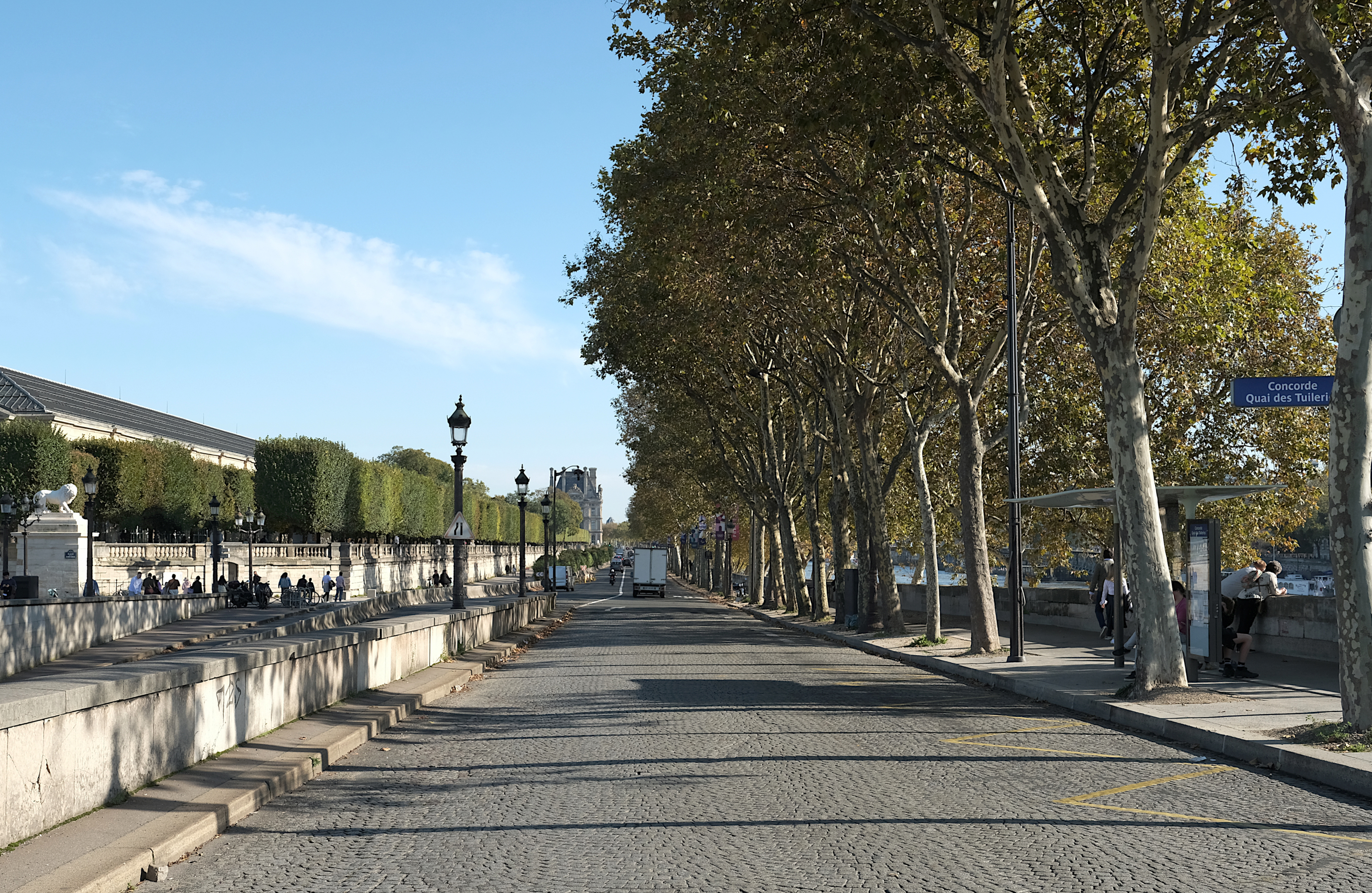

## Namensursprung
Die Straße führt am ehemaligen Palais des Tuileries und dem Jardin des Tuileries entlang, weshalb sie danach benannt wurde.

## Geschichte
Bis 1730 gab es an dieser Stelle einen schmalen Weg zwischen der Seine und dem Jardin des Tuileries. Im Jahr 1731 befahl der König den Abriss der Porte de la Conférence und die Anlage eines breiteren Weges. 1806 ließ Napoléon eine Kaimauer errichten.
Östlich der Avenue du Général Lemonnier wurde 2003 ein Teil des Quai des Tuileries mit einem Teil des Quai du Louvre zum Quai François Mitterrand zusammengelegt. Im westlichen Anfang des Kais (ab der Cours la Reine) wurde der Quai François Mitterrand zur Fußgängerzone umgestaltet.